# Reserve naturelle domaniale de Lanaye
Het Reserve naturelle domaniale de Lanaye is een natuurreservaat te Ternaaien.
Het is een voormalige stort van slib uit het Albertkanaal, in gebruik in de jaren '80 van de 20e eeuw en ongeveer 10 ha in oppervlakte. Nadien ontwikkelde zich hier een berken- en wilgenstruweel, en later ontstond er een rijke orchideeënflora. Het gebied wordt begraasd door Gallowayrunderen en er zijn wandelingen uitgezet.